# پارک ملی لیووند
پارک ملی لیووند (به انگلیسی: Liwonde National Park)، که با نام منطقه حفاظت‌شدهٔ حیات وحش لیووند (به انگلیسی: Liwonde Wildlife Reserve) نیز شناخته می‌شود، یک پارک ملی در جنوب مالاوی در نزدیکی مرز موزامبیک است. این پارک در سال ۱۹۷۳ بنیانگذاری شد و از (اوت ۲۰۱۵) توسط سازمان حفاظت غیرانتفاعی پارک‌های آفریقایی اداره می‌شود. سازمان پارک‌های آفریقایی جهت کاهش تعارض زندگی انسان‌ها با حیات وحش، یک حصار الکتریکی پیرامون این پارک احداث کرده‌است. در اوایل سال ۲۰۱۸، منطقهٔ جنگلی حفاظت‌شدهٔ منگوچی که در مجاورت این پارک قرار دارد نیز تحت مدیریت سازمان پارک‌های آفریقایی قرار گرفت و مساحت این منطقهٔ حفاظت‌شده را تقریباً به دو برابر افزایش داد.